# Borneose gekuifde vuurrugfazant
De Borneose gekuifde vuurrugfazant (Lophura ignita) is een vogel uit de familie fazanten (Phasianidae). De wetenschappelijke naam van de soort werd als Phasianus ignitus in 1797 gepubliceerd door George Shaw. Het is een door habitatverlies kwetsbaar geworden vogelsoort die voorkomt in Oost-Maleisië en Indonesië.

## Kenmerken
De haan is 65 tot 70 cm lang (staart: 24 tot 30 cm) en de hen is 56 tot 57 cm lang (staart: 15-19 cm). Het woord vuur in zijn naam heeft deze vogel te danken aan de oplichtende roodachtige veren op de rug, die zich alleen in het broedseizoen bij het mannetje manifesteren. Van boven is de vogel donker, glanzend blauw. Opvallend is de naakte blauwe washuid rond het oog (ook bij de hen). De hen is verder overwegend kastanjebruin. Verder zijn de uiteinden van de staartveren van de haan vuilgeel en heeft de haan een rood gekleurde buik.

## Verspreiding en leefgebied
De soort telt twee ondersoorten:
- L. i. nobilis: noordelijk Borneo.
- L. i. ignita: zuidelijk Borneo en op het eiland Banka (tussen Borneo en Sumatra).

De leefgebieden van deze vogel liggen in ongerepte, maar ook wel deels uitgekapte, tropische bossen tot 1000 meter boven zeeniveau.

## Status
De grootte van de populatie werd is niet gekwantificeerd. De populatie-aantallen nemen af met meer dan 14% in een periode van 20 jaar (3 generaties). Het leefgebied wordt aangetast door ontbossing, waarbij natuurlijk bos plaats maakt voor intensief agrarisch gebruikt land en verder de aanleg van infrastructuur. Verder is er stroperij en worden vogels gevangen voor de siervogelhandel. Om deze redenen staat deze soort als kwetsbaar op de Rode Lijst van de IUCN.